# كلية الطب بصفاقس
كلية الطب بصفاقس هي إحدى أقدم الكليات التابعة لجامعة صفاقس.

شعار كلية الطب بصفاقس

## تاريخها
بعثت هذه الكلية بمقتضى الأمر عدد 74-83 المؤرخ في 11 ديسمبر 1974، وهي مؤسسة عمومية للتعليم العالي والبحث تحت الإشراف المشترك بين وزارتي الصحة العمومية ،والتعليم العالي والبحث العلمي والتكنولوجيا.

## مكوناتها
ويوجد مقرها في قلب مدينة صفاقس مقابل مستشفيين جامعيين هما المستشفى الجامعي الهادي شاكر والمستشفى الجامعي الحبيب بورقيبة. وتغطي مساحتها 12 ألف مترب مربع من بينها 3500 مساحة خضراء. مسح المساحة المغطاة 27 ألف متر مربع، وهي تتوفر على 6 مدارج تتراوح طاقة استيعابها بين 130 و350 طالب، وتوجد بها مكتبة بها 350 كرسي، و12 مخبر للبحث والتدريس... وتوجد بها شبكة انترانات تربط بين مختلف أقسام الكلية ومرتبطة بالإنترنت.

## وصلة خارجية
- موقع كلية الطب بصفاقس.